# Greg Bailey
Greg Bailey es el bajista de la banda de rock cristiano Petra desde que llegó a finales de 2001. Antes de eso, tocó con varias bandas de rock, incluyendo Stir y otros. 
El primer show de Bailey con Petra fue en una Convención Pethead celebrada en Wichita, Kansas el 26 de enero de 2002. Se sabe que ensaya su chelo para conjuntos acústicos. 
En 2003, grabó coros para el último álbum de estudio de la banda, Jekyll & Hyde, y también coescribió una de las canciones. En 2005, participó en la grabación del último álbum en vivo, Petra Farewell.